# Килауеа
Килауеа (на хавайски: Kīlauea – „изригващ, силно течащ“) е активен вулкан на Хавай.
Намира се на източния склон на вулкана Мауна Лоа. Висок е 1247 m. Представлява щит с диаметър 35 km, на върха с калдера. В нея са кратерите Халемаумау и Килауеа Ики с временно съществуващи лавови езера. През 1965 г. се е образувал кратерът Макапахи, също с лавово езеро. Около калдерата концентрично са разположени пръстеновидни хорстове и грабени. Централната и част е повдигната. Стените на калдерата са високи 400 m. От нея по склоновете на вулкана се простират две рифтови зони. Югоизточната достига нос Кумукахи. По нея се наброяват десетки конуси и кратери, в някои от които са ставали изригвания. Тя продължава на дъното на океана във вид на издигнатия вал Пуна. Втората рифтова зона се простира на югозапад от калдерата до брега. Килауеа непрекъснато изригва.